# Bolschije Gorki (Kaliningrad)
Bolschije Gorki (russisch Большие Горки, deutsch Groß Weißensee, 1928 bis 1945 Weißensee) ist ein Ort in der russischen Oblast Kaliningrad. Er gehört zur kommunalen Selbstverwaltungseinheit Stadtkreis Gwardeisk im Rajon Gwardeisk.

## Geographische Lage
Bolschije Gorki liegt sieben Kilometer nordöstlich von Snamensk (Wehlau) an der Kommunalstraße 27K-079, die von Snamensk in nördliche Richtung bis zur Regionalstraße 27A-014 (ex R514) unweit von Nowaja Derewnja (Alt Gertlauken) führt. Snamensk ist die nächste Bahnstation an der Bahnstrecke Kaliningrad–Tschernyschewskoje (Königsberg–Eydtkuhnen/Eydtkau).

## Geschichte
Das Gründungsdatum des vor 1945 Weißensee (vor 1928 Groß Weißensee) genannten Ortes lag im Jahre 1333. Im Jahre 1874 wurde die Landgemeinde namensgebend für einen neu gebildeten Amtsbezirk, der bis 1945 bestand und zum Kreis Wehlau im Regierungsbezirk Königsberg in der preußischen Provinz Ostpreußen gehörte. Im Jahre 531 waren in Groß Weißensee 531 Einwohner registriert.
Am 30. September 1928 schlossen sich die Nachbargemeinden Nekiehnen (heute nicht mehr existent) aus dem Amtsbezirk Grünlinde (heute russisch: Jerschowo) sowie Grünwalde (nicht mehr existent) und der Gutsbezirk Klein Weißensee (nach 1945 russisch zunächst Malyje Gorki) zur neuen Landgemeinde Weißensee zusammen. Die Gesamteinwohnerzahl lag 1933 bei 638 und betrug 1939 bereits 647.
In Kriegsfolge kam Weißensee 1945 mit dem nördlichen Ostpreußen zur Sowjetunion. 1947 erhielt der Ort den russischen Namen „Bolschije Gorki“ und wurde gleichzeitig dem Dorfsowjet Talpakinski selski Sowet (dem späteren Kuibyschewski selski Sowet) im Rajon Gwardeisk zugeordnet. Von 2005 bis 2014 gehörte Bolschije Gorki zur Landgemeinde Sorinskoje selskoje posselenije und seither zum Stadtkreis Gwardeisk.

### Amtsbezirk Weißensee (1874–1945)
Der Amtsbezirk Weißensee bestand ursprünglich aus sechs Orten:
| Name            | Russischer Name nach 1945 | Bemerkungen                                      |
| --------------- | ------------------------- | ------------------------------------------------ |
| Brandlacken     | Brody                     |                                                  |
| Groß Weißensee  | Bolschije Gorki           | 1928 in die Landgemeinde Weißensee umgebildet    |
| Grünwalde       |                           | 1928 in die Landgemeinde Weißensee eingegliedert |
| Klein Weißensee | Malyje Gorki              | 1928 in die Landgemeinde Weißensee eingegliedert |
| Nalegau         | Amurskoje                 |                                                  |
| Wilkendorf      | Orechowo                  |                                                  |

Am 1. Januar 1945 gehörten zum Amtsbezirk Weißensee lediglich noch die vier Gemeinden Brandlacken, Nalegau, Weißensee und Wilkendorf.

## Kirche
Kirchlich gehörte Groß Weißensee bis 1945 zur Pfarrkirche Petersdorf (heute russisch: Kuibyschewskoje). Die Pfarrei war Teil des evangelischen Kirchenkreises Wehlau (Snamensk) in der Kirchenprovinz Ostpreußen der Kirche der Altpreußischen Union. Heute liegt Bolschije Gorki im Einzugsbereich der in den 1990er Jahren neu entstandenen evangelisch-lutherischen Gemeinde in Talpaki (Taplacken), einer Filialgemeinde der Auferstehungskirche in Kaliningrad (Königsberg) in der Propstei Kaliningrad der Evangelisch-lutherischen Kirche Europäisches Russland.

## Persönlichkeiten
- Manfred Neumann (* 1938 in Groß Weißensee), deutscher Maler und Zeichner